# Góra Kalwaria
Góra Kalwaria lengyel város a Mazóviai vajdaságban, a Visztula partján, Varsótól mintegy 25 km-re  délkeletre. Lakosságának száma 11 000 (1992). A város neve eredetileg Góra (hegy) volt, amit 1670-ben Nowa Jerozolima (Új-Jeruzsálem) névre neveztek át, majd a 18. században kapta mai nevét, aminek jelentése Kálváriahegy.